# يوهان ويلهلم بيترسن
يوهان ويلهلم بيترسن (بالألمانية: Johann Wilhelm Petersen)‏ هو عالم عقيدة ألماني، ولد في 1649 في أوسنابروك في ألمانيا، وتوفي في 1727 في Lübars ‏ في ألمانيا.

## وصلات خارجية
- يوهان ويلهلم بيترسن على موقع الموسوعة البريطانية (الإنجليزية)